# Rinorea lanceolata
Rinorea lanceolata är en violväxtart som först beskrevs av Nathaniel Wallich, och fick sitt nu gällande namn av Carl Ernst Otto Kuntze. Rinorea lanceolata ingår i släktet Rinorea och familjen violväxter. Utöver nominatformen finns också underarten R. l. floribunda.